# Turdina de kakamega
La turdina de kakamega (Kakamega poliothorax) és una espècie d'ocell de la família dels modulatrícids. És l'única espècie del seu gènere. Es troba a la línia del Camerun, a l'oest de Kenya i a la selva montana de la falla Albertina. El seu hàbitat natural són els boscos humits de muntanya subtropicals i tropicals.